# Zapteryx exasperata
Zapteryx exasperata là một loài cá trong họ Rhinobatidae. Chúng được tìm thấy ở México, Hoa Kỳ, có thếtr ở Colombia, có thể ở Costa Rica, có thể ở Ecuador, có thể ở El Salvador, có thể ở Guatemala, có thể ở Nicaragua, có thể ở Panama, có thể ở Peru. Môi trường sống tự nhiên của nó là biểnt nông, Lòng nước bán thủy triều và các đầm mặt duyên hải.